# Star of Life
The Star of Life er en blå sekstakket stjerne på hvid baggrund. I stjernen ses Æskulapstaven. 
Den bruges verden over som kendetegn for ambulancetjenester og -personale. 
Andre typer redningstjenester bruger den også i forskellige variationer og farver.

## Historie
The Star of Life er designet af Leo R. Schwartz, der var chef for den amerikanske ambulancetjeneste National Highway Traffic Safety Administration (NHTSA), da Amerikansk Røde Kors i 1973 klagede over at de amerikanske ambulancers kendemærke, et orange kors på hvid baggrund, mindede for meget om det Røde Kors. Logoet blev i USA patenteret af NHTSA i 1977, det udløb i 1997. Sverige gjorde, som det første land i Norden, Star of Life til symbol for ambulancetjenesten i 1986.

## Symbolik
I midten af stjernen er Æskulapstaven, som symboliserer den græske lægegud Æskulap, også kendt som bronzeslangen Nehushtan i Bibelen, hvilken Moses rejste i ørkenen, hvormed Gud helbredte israelitterne for slangebid, når de så på den.
De seks takker i stjernen symboliserer de 6 hovedopgaver udført af hjælpere og redningpersonel gennem hele ”redningskæden”:
- De første på et skadessted, som regel utrænede civile og implicerede i hændelsen, danner sig et overblik og sikrer sig selv og tilskadekomne mod yderligere fare.
- Der alarmeres og alarmcentralen giver eventuelle instruktioner og hjælp.
- Hjælperne yder førstehjælp efter evne.
- Professionelt redningspersonale ankommer og yder på skadesstedet hjælp efter evne.
- Redningspersonalet forestår transport af tilskadekomne til relevant modtagelse og yder undervejs hjælp efter evne.
- Endelig specialiseret behandling ydes på hospital.

Den mere almindeligt brugte version af de 6 aspekter er:
- Erkendelse (af f.eks. en ulykke)
- Alarmering
- Udrykning
- Behandling på skadessted
- Behandling under transport
- Overflytning til definitiv behandling